# Гонкур
Наградата „Гонкур“ (на френски: Prix Goncourt) е престижна френска литературна награда, която се определя ежегодно от Академията „Гонкур“.

## История
Академията Гонкур е създадена във Франция през 1900 г. по волята на Едмон дьо Гонкур (на френски: Edmond de Goncourt), както и с намеренията на по-рано починалия му брат Жул дьо Гонкур (на френски: Jules de Goncourt).
Целта на този литературен кръг е да се определя едноименната френска литературна награда за „работа на въображението в проза“. Юридически Академията „Гонкур“ е основана през 1902 г., а първата награда е връчена на 21 декември 1903 г. Съгласно завещанието на братя Гонкур десетимата членове на Академията трябва да бъдат измежду най-изтъкнатите писатели на времето, а награденият роман – най-значителното художествено произведение в проза, написано на френски език за годината. Не е задължително авторът да е французин. Наградата може да бъде присъдена само веднъж в живота на всеки писател. Изключение прави само литературната измама на Ромен Гари, награден през 1956 за романа „Корените на небето“ (Les Racines du ciel), и през 1975, под псевдоним Емил Ажар, за романа „Животът пред теб“ (La Vie devant soi).
„Гонкур“ макар и символична (от 10 евро) е най-престижната литературна награда във Франция. Тя е твърде желана от писателите поради славата, с която се сдобива лауреатът, и очаквания голям тираж на избрания роман. Тази литературна награда се връчва всяка година в първата седмица на месец декември. Името на лауреата се провъзгласява на 3 ноември в ресторант „Друан“, където членовете се събират всеки първи вторник на месеца.
На същото място и по същото време се обявява и алтернативната награда за литература „Ренодо“.

## Носители на наградата
- 1903 – John-Antoine Nau, „Force ennemie“
- 1904 – Леон Фрапие, „La Maternelle“
- 1905 – Клод Фарер, „Цивилизованите“
- 1906 – Jérôme et Jean Tharaud, „Dingley, l'illustre écrivain“
- 1907 – Émile Moselly, „Terres lorraines et Jean des Brebis ou le livre de la misère“
- 1908 – Франсис дьо Миомандър, „Écrit sur de l'eau…“
- 1909 – Marius-Ary Leblond, „En France“
- 1910 – Louis Pergaud, „De Goupil à Margot“
- 1911 – Алфонс дьо Шатобриан, „Господин де Лудрин“
- 1912 – André Savignon, „Filles de la pluie“
- 1913 – Marc Elder, „Le Peuple de la mer“
- 1914 – Adrien Bertrand, L'Appel du sol (Calmann-Lévy) (décerné en 1916)
- 1915 – Рьоне Бенжамен, „Gaspard“
- 1916 – Анри Барбюс, „Огънят“
- 1917 – Henry Malherbe, „La Flamme au poing“
- 1918 – Жорж Дюамел, „Civilisation“
- 1919 – Марсел Пруст, À l'ombre des jeunes filles en fleurs (volume 2 d'À la recherche du temps perdu)
- 1920 – Ернес Перошон, „Нени“
- 1921 – René Maran, „Batouala“
- 1922 – Анри Беро, „Le Vitriol de Lune et Le Martyre de l'obèse“
- 1923 – Lucien Fabre, „Rabevel ou le Mal des ardents“
- 1924 – Thierry Sandre, „Le Chèvrefeuille, le Purgatoire, le Chapitre XIII“
- 1925 – Maurice Genevoix, „Raboliot“
- 1926 – Henri Deberly, „Le Supplice de Phèdre“
- 1927 – Морис Бедел, „Jérôme 60° latitude nord“
- 1928 – Maurice Constantin-Weyer, „Un homme se penche sur son passé“
- 1929 – Марсел Арланд, „L'Ordre“
- 1930 – Анри Фоконие, Malaisie
- 1931 – Jean Fayard, „Mal d'amour“
- 1932 – Guy Mazeline, „Les Loups“
- 1933 – Андре Малро, „Съдбата на човека“
- 1934 – Роже Версел, „Capitaine Conan“
- 1935 – Joseph Peyré, „Sang et lumières“
- 1936 – Maxence Van der Meersch, „L'Empreinte du dieu“
- 1937 – Charles Plisnier, „Faux Passeports“
- 1938 – Анри Троая, „L'Araigne“
- 1939 – Филип Ериа, „Разглезените деца“
- 1940 – Francis Ambrière, „Les Grandes Vacances“
- 1941 – Henri Pourrat, „Vent de Mars“
- 1942 – Marc Bernard, „Pareils à des enfants“
- 1943 – Marius Grout, „Passage de l'homme“
- 1944 – Елза Триоле, „Le premier accroc coûte 200 francs“
- 1945 – Жан-Луи Бори, „Моето село под германците“
- 1946 – Жан-Жак Готие, „Histoire d'un fait divers“
- 1947 – Жан Луи Кюртис, „Горите на нощта“
- 1948 – Морис Дрюон, Les Grandes Familles
- 1949 – Робер Мерл, „Уикенд в Зюидкот“
- 1950 – Paul Colin, „Les Jeux sauvages“
- 1951 – Жулиен Гракх, „Бреговете на Сирт“[1]
- 1952 – Béatrix Beck, Léon Morin, prêtre
- 1953 – Пиер Гаскар, „Пътвуване сред живите“
- 1954 – Симон дьо Бовоар, „Мандарините“
- 1955 – Roger Ikor, „Les Eaux mêlées“
- 1956 – Ромен Гари, „Корените на небето“ (Les Racines du ciel)
- 1957 – Roger Vailland, „La Loi“
- 1958 – Francis Walder, „Saint-Germain ou la Négociation“
- 1959 – Андре Шварц-Барт, „Последният праведник“
- 1960 – Vintila Horia, „Dieu est né en exil“
- 1961 – Jean Cau, „La Pitié de Dieu“
- 1962 – Anna Langfus, „Les Bagages de sable“
- 1963 – Арман Лану, „Когато морето се оттегля“
- 1964 – Georges Conchon, „L'État sauvage“
- 1965 – Jacques Borel, „L'Adoration“
- 1966 – Едмонд Шарл-Ру, „Да забравиш Палермо“
- 1967 – André Pieyre de Mandiargues, „La Marge“
- 1968 – Бернар Клавел, „Плодовете на зимата“
- 1969 – Фелисиен Марсо, „Creezy“
- 1970 – Мишел Турние, „Горски цар“
- 1971 – Jacques Laurent, „Les Bêtises“
- 1972 – Жан Кариер, „L'Épervier de Maheux“
- 1973 – Жак Шесекс, „Човекоядецът“
- 1974 – Паскал Лене, „Плетачката на дантели“
- 1975 – Емил Ажар (Ромен Гари), „Животът пред теб“
- 1976 – Patrick Grainville, „Les Flamboyants“
- 1977 – Didier Decoin, „John l'Enfer“
- 1978 – Патрик Модиано, „Улица „Тъмните магазинчета“
- 1979 – Антонин Майе, Пелагия Каручката
- 1980 – Yves Navarre, „Le Jardin d'acclimatation“
- 1981 – Lucien Bodard, „Anne Marie“
- 1982 – Dominique Fernandez, „Dans la main de l'Ange“
- 1983 – Frédérick Tristan, „Les Égarés“
- 1984 – Маргьорит Дюрас, „Любовникът“
- 1985 – Yann Queffélec, „Les Noces barbares“
- 1986 – Michel Host, „Valet de nuit“
- 1987 – Тахар Бен Джалун, „La Nuit sacrée“
- 1988 – Ерик Орсена, „L'Exposition coloniale“
- 1989 – Jean Vautrin, „Un grand pas vers le Bon Dieu“
- 1990 – Жан Руо, „Полета на честта“
- 1991 – Пиер Комбеско, „Les Filles du Calvaire“
- 1992 – Патрик Шамоасо, „Тексако“
- 1993 – Амин Маалуф, „Скалата на Таниос“
- 1994 – Дидие ван Коелер, „Билет в една посока“
- 1995 – Андрей Макин, „Френското завещание“
- 1996 – Pascale Roze, „Le Chasseur Zéro“
- 1997 – Патрик Рамбо, „La Bataille“
- 1998 – Paule Constant, Confidence pour confidence
- 1999 – Жан Ешноз, „Тръгвам си“
- 2000 – Жан-Жак Шул, „Ингрид Кавен“[2]
- 2001 – Жан-Кристоф Рюфен, „Бразилско червено“
- 2002 – Паскал Киняр, „Скитащите сенки“
- 2003 – Жак-Пиер Амет, „Любовницата на Брехт“
- 2004 – Лоран Годе, „Слънцето на семейство Скорта“[3], [4]
- 2005 – Франсоа Вейерганс, „Три дни при майка ми“
- 2006 – Джонатан Лител, „Доброжелателните“[5]
- 2007 – Жил Льороа, „Алабама сонг“
- 2008 – Атик Рахими, „Syngué sabour. Pierre de patience“[6]
- 2009 – Мари Ндиайе, „Три силни жени“[7]
- 2010 – Мишел Уелбек, „Карта и територия“[8]
- 2011 – Алексис Джени, „L'Art français de la guerre“[9]
- 2012 – Жером Ферари, „Проповед за падането на Рим“[10][11]
- 2013 – Пиер Льометр, „Ще се видим там горе“[12]
- 2014 – Лиди Салвер, „Без плач“[13]
- 2015 – Матиас Енар, „Компас“[14]
- 2016 – Лейла Слимани, „Нежна песен“[15]
- 2017 – Ерик Вюйар, „Дневният ред“[16]
- 2018 – Никола Матийо, „А след тях и децата им“[17]
- 2019 – Жан-Пол Дюбоа, „Всички хора не живеят по един и същ начин в света“[18]
- 2020 – Ерве Льо Телие, „Аномалията“[19];
- 2021 – Мохамед Мбугар Сар, „La plus secrète mémoire des hommes“[20]
- 2022 – Брижит Жиро, „Живеене бързо“[21]
- 2023 – Жан-Батист Андреа, „Да бди над нея“[22]
- 2024 – Камел Дауд, „Хурии“ (Houris)[23]